# Fridolf Resberg
Fridolf Resberg foi um futebolista norueguês que atuava como avançado.

## Carreira
Esteve no FC Porto apenas duas temporadas, em 1924–25 e 1926–27, totalizando 14 golos em 9 jogos. Venceu 2 campeonatos regionais.

## Títulos
FC Porto
- 2 Campeonatos do Porto